# Kirił Akałski
Kirił Akałski (ur. 17 października 1985 roku w Płowdiwie) – bułgarski piłkarz, występujący na pozycji bramkarza.

## Życiorys
Jest wychowankiem Maricy Płowdiw, w której barwach w rozgrywkach drugiej ligi występował przez cztery sezony. Łącznie w tym zespole rozegrał sześćdziesiąt jeden meczów.
W styczniu 2008 odszedł do lokalnego rywala Maricy, występującego w ekstraklasie Łokomotiwu Płowdiw, gdzie został następcą reprezentanta Bułgarii Stojana Kolewa. Na koniec sezonu 2008–2009 został wybrany do osiemnastoosobowej drużyny najlepszych piłkarzy ligi, jako zmiennik Georgiego Petkowa.
Od 14 sierpnia 2010 jest piłkarzem innego bułgarskiego klubu, Lewskiego Sofia, gdzie został następcą Petkowa. W 2012 roku został zawodnikiem Beroe Stara Zagora.